# Club Deportivo Dragón
Club Deportivo Dragón ist ein Fußballverein aus San Miguel in El Salvador. Der Verein gewann in den Jahren 1951 und 1953 zweimal die salvadorianische Fußballmeisterschaft, noch bevor dies seinem bald wesentlich erfolgreicheren Stadtrivalen Club Deportivo Águila 1959 zum ersten Mal gelungen war.

## Geschichte
Als Dragón 1951 zum ersten Mal Meister wurde, belegte Águila in der Gesamttabelle mit 10 Mannschaften den letzten Platz und war anschließend bis zum Aufstieg von 1958 nicht mehr in der ersten Liga vertreten. Bis dahin hatte Dragón nicht nur 1953 einen weiteren Meistertitel gewonnen, sondern in den beiden darauffolgenden Spielzeiten (1954 und 1955) jeweils die Vizemeisterschaft erzielt.
Doch mit dem erneuten Erscheinen des Stadtrivalen in der Liga 1959 verschob sich das Kräfteverhältnis, weil es Águila gelang, dem CD Dragón einige seiner Leistungsträger abzuwerben, die der Aufsteiger geschickt in die eigene Mannschaft einzubauen verstand und auf Anhieb nicht nur die Vorherrschaft in der eigenen Stadt übernahm, sondern auch 1959 auf Anhieb selbst den ersten Meistertitel gewann, der in der darauffolgenden Saison 1960/61 verteidigt werden konnte. Als Dragón zum Ende der Saison 1963/64 in die zweite Liga abstieg, musste der Verein bis 1977 warten, ehe erstmals die Rückkehr ins Fußballoberhaus gelang. Doch der nächste Abstieg folgte bereits 1980/81 und Dragón war von nun an nur noch sporadisch in der höchsten Spielklasse vertreten.

## Das Stadtderby
Das Derby zwischen den beiden Ortsrivalen wird gemäß ihrer Herkunft als Derby de San Miguel bzw. als Derbi Migueleño bezeichnet.
Obwohl Águila sich längst zur sportlichen Nummer 1 in der Stadt San Miguel entwickelt hatte und bis dahin 15 Meistertitel gewonnen hatte, behielt beim einzigen Meisterschaftsfinale zwischen den beiden Kontrahenten, das am 29. Mai 2016 in der Clausura 2016 ausgetragen wurde, der Club Deportivo Dragón die Oberhand, als er mit einem 1:0-Sieg gegen den Stadtrivalen seinen dritten Meistertitel verbuchen konnte.

## Erfolge
- Salvadorianischer Meister: 1951, 1953, 2016 (Clausura)